# Yungasguan

Verbreitungsgebiet des Yungasguan

Der Yungasguan (Penelope bridgesi) ist eine Vogelart aus der Familie der  Hokkohühner (Cracidae).
Früher wurde die Art als konspezifisch mit dem Bronzeguan (P. obscura) angesehen beziehungsweise als Unterart und dann als Penelope obscura bridgesi bezeichnet. Aufgrund morphologischer Unterschiede wurde sie jedoch als eigenständig erkannt.
Der Vogel kommt in Bolivien und Argentinien auf den Osthängen der Anden vor.
Der Lebensraum umfasst Hochland-Wald im Yunga (von 500 bis 2300 m).
Der Artzusatz bezieht sich auf den englischen Botaniker und Zoologen Dr Thomas Charles Bridges (1807–1865).

## Merkmale
Die Art ist 68–70 cm groß. Der Vogel ist gleichmäßig dunkel kastanienbraun, die Unterseite etwas wärmer. Die unbefiederte Gesichtshaut und die Füße sind dunkel kastanienbraun mit deutlicher weißer Strichelung an Nacken, Rücken, Schultern und Flügeldecken sowie an der Brust. Der Kopf ist schwarz, die Kammfedern haben weißliche Ränder, am deutlichsten an der Stirn. Der Schwanz ist braun und glänzt leicht. Die Iris ist beim Männchen rot, beim Weibchen braun wie beim Bronzeguan. Die unbefiederte Gesichtshaut ist schiefergrau, der Kehllappen rot. Die Beine und der Schnabel sind schiefergrau bis schwarz.
Die Art unterscheidet sich vom hauptsächlich in höheren Lagen in der Erlenbaumgrenze vorkommenden Rotgesichtguan (P. dabbenei) durch die helle rosarote Färbung der Gesichtshaut sowie durch die Farbe der Iris und des Scheitels.

## Geografische Variation
Die Art ist monotypisch.

## Stimme
Dei Lautäußerungen werden als Mischung aus tiefem Pfeifen und gutturalem Röcheln beschrieben wie “SWig SWI-u, SWig-u KREG, swig-u, u, KREG KREG KREG”.

## Lebensweise
Die Art ist vermutlich ein Standvogel, in Nordwestargentinien können im Laufe des Jahres unterschiedliche Vegetationszonen aufgesucht werden.
Die Nahrung besteht aus Blättern und Früchten.
Die Brutzeit liegt hauptsächlich zwischen Oktober und Dezember.

## Gefährdungssituation
Die Gefährdungssituation ist bislang von der IUCN nicht untersucht.
Der Bestand gilt als „nicht gefährdet“ (Least Concern).